# Facundo González
Facundo González Molino (ur. 6 czerwca 2003 w Montevideo) – urugwajski piłkarz pochodzenia włoskiego występujący na pozycji środkowego obrońcy, od 2024 roku zawodnik holenderskiego Feyenoordu.
W wieku czterech lat wyemigrował wraz z rodziną z Urugwaju do Hiszpanii.